# 井戶田站
井戶田站（日语：／ Idota eki */?）是位於愛知縣名古屋市瑞穗區，名古屋鐵道名古屋本線的車站。
此站在太平洋戰爭下的1944年（昭和19年）暫停營業。隨後再沒有重開，最後於1967年（昭和42年）廢除。
|  |

## 歷史
- 1917年（大正6年）3月7日 - 愛知電氣鐵道神宮前站至笠寺站之間開通，此站啟用[注 2][1]。當時，堀田站至呼續站之間的走線是靠近堀田站東邊。於井戶田站附近有一個急彎[2]。
- 1930年（昭和5年）7月11日 - 隨著堀田站至呼續站之間雙線化與改善走線。車站向東南偏南遷移約300米[3]。
- 1935年（昭和10年）8月1日 - 與名岐鐵道合併後，名古屋鐵道成立。成為名古屋鐵道車站。
- 1944年（昭和19年） - 由於戰況惡化使車站暫停營業。
- 1967年（昭和42年）4月15日 - 車站被廢除。

## 使用狀況
根據《愛知縣統計書》，以下為一年間上下車人次：
| 年度     | 乘車人次（人） | 下車人次（人） | 參考資料 |
| -------- | -------------- | -------------- | -------- |
| 1917年度 | 9,326          | 11,826         | [ 4 ]    |
| 1918年度 | 18,453         | 22,039         | [ 5 ]    |
| 1919年度 | 26,809         | 28,464         | [ 6 ]    |
| 1920年度 | 24,777         | 35,758         | [ 7 ]    |
| 1921年度 | 47,281         | 48,157         | [ 8 ]    |

## 其他
包含井戶田站在內，神宮前站至呼續駅站之間於1968年（昭和43年）把下行線高架化，於1969年（昭和44年）把上行線高架化。在這個時候，暫停營業中的井戶田站之車站設備被撤走。
在呼續站至井戶田站之間曾經設有南井戶田站，該站在1923年（大正12年）6月廢除。

## 相鄰車站
所屬路線與相鄰車站取自營業時代。
名古屋鐵道
豐橋線
特急、準急
通過
普通
呼續－井戶田－堀田

## 注腳